# Вовче (Перемишль)
Вовче (пол. Wilcze) — частина міста Перемишль в Підкарпатському воєводстві, у Польщі, у межах етнічної української території Надсяння. Раніше було приміським селом.

## Назва
В історичних документах назва села має форми, такі як "Вѣльче", а також похідні "вилецкой", "велецкий", що гіпотетично відповідає наззві "Велече". Оскільки церква Успіння Богородиці, яка тут знаходилась, інколи називалась "Елецкою", можливо назва села, якимось чином, пов'язана із нею. 

## Історія
Монастир у Вовчому згадується у грамоті-фальсифікаті князя Лева за XIII століття. У XV столітті стало місцем резиденції Перемиського православного єпископа. За королівською люстрацією 1589 р. село входило до володінь перемиського єпископа у складі Перемишльської землі Руського воєводства, у селі було 10 загородників із земельними ділянками і 19 без ділянок та 6 коморників убогих (без тяглової худоби).
В селі знаходилась філіальна мурована церква (збудована на місці давнішої дерев'яної церкви з 1830 року), належала до греко-католицької парохії в Перемишлі Перемиського деканату Перемишльської єпархії УГКЦ. Церква після виселення українців перетворена на костел.
У 1880 р. село належало до Перемишльського повіту Королівства Галичини та Володимирії Австро-Угорської імперії, у селі було 52 будинки і 333 жителів, з них 298 греко-католиків, 28 римо-католиків і 7 юдеїв.
1 серпня 1934 р. село увійшло в об'єднану сільську ґміну Журавиця в Перемишльському повіті Львівського воєводства внаслідок об'єднання дотогочасних (збережених від Австро-Угорщини) громад сіл (ґмін).
У 1939 році в селі проживало 2030 мешканців (850 українців, 1350 поляків, 100 євреїв).
12 вересня 1939 року нацисти окупували село, однак вже 26 вересня 1939 року мусіли відступити, оскільки за пактом Ріббентропа-Молотова воно належало до радянської зони впливу. За кілька місяців село ввійшло до Перемишльського району Дрогобицької області. В червні 1941, з початком Радянсько-німецької війни, територія знову була окупована німцями. В липні 1944 року радянські війська оволоділи селом.
У березні 1945 року село віддане Польщі, а українське населення в 1945—1947 роках піддане етноциду — виселено в СРСР та на понімецькі землі. У 1970-х роках знищено будівлю читальні "Просвіта". церква Успіння Пресвятої Богородиці побудована у ХІХ столітті на місці більш давньої, збереглась і передана у 1980-х роках Польській автокефальній Православній Церкві.  
Надалі село включене до складу міста на правах округи.

## Населення
В 1785 році в селі проживало 202 греко-католики i 8 євреїв. В 1840  — 240 греко-католиків, в 1859 — 275, в 1879 — 241, в 1900 — 561 греко-католик (при 204 римо-католиках), в 1926 — 621, в 1938 — 524 греко-католики.